# 三村高志
三村 高志（みむら たかし、1944年12月14日 - ）は日本の工学者。工学博士。富士通研究所名誉フェロー。独立行政法人情報通信研究機構客員研究員。超高速半導体素子、HEMTの発明者。大阪府出身。

## 高電子移動度トランジスタ　HEMTについて
HEMTは、高速・低雑音性の極めて高いトランジスタである。HEMTは現在、衛星放送受信機や携帯電話機、カーナビゲーション受信機、自動車レーダーなどに使われており、IT社会を支える基盤技術として幅広く使われる技術となっている。また、電波望遠鏡用の低雑音受信機として、未知の星間分子を発見するのに役立ち、天文学の研究を進歩させたり、半導体の薄膜成長技術の進展を加速させ、その後の、化合物半導体を用いた電子デバイス、光デバイス技術の発展に役立つなど、産業界だけでなく、学問・技術研究の分野にも大きな貢献を果たしている。また、アメリカのクリントン政権 が2000 年 1 月に発表した National Nanotechnology Initiative においては、ナノテクノロジーの成功例の一つに HEMT があげられている。

## 略歴
- 1967年　関西学院大学理学部物理学科卒業
- 1970年　大阪大学大学院基礎工学研究科物理系修士課程修了、富士通株式会社入社
- 1975年　富士通研究所
- 1982年　大阪大学より工学博士学位授与
- 1998年-2017年　富士通研究所フェロー
- 2006年-2016年　独立行政法人情報通信研究機構 ACT-G ミリ波デバイスプロジェクト 客員研究員
- 2016年- 独立行政法人情報通信研究機構 未来ICT研究所 統括特別研究員
- 2017年- 富士通研究所名誉フェロー

## 表彰
- 1981年　科学技術庁長官賞
- 1982年　電子情報通信学会業績賞
- 1986年　伴記念賞
- 1990年　IEEE Morris N. Liebmann Memorial Award
- 1992年　発明協会恩賜発明賞
- 1993年　IEEEフェロー
- 1998年　紫綬褒章、SSDM Award、ISCSヴェルカー賞
- 2001年　電子情報通信学会フェロー
- 2004年　応用物理学会業績賞
- 2007年　応用物理学会フェロー
- 2017年　京都賞先端技術部門